# Bristol Aquila
Il Bristol Aquila era un motore aeronautico radiale a 9 cilindri, disposti su di un'unica fila, raffreddato ad aria prodotto dall'azienda britannica Bristol Engine Company a partire dal 1934.
Benché non avviato alla produzione in serie venne impiegato in alcuni velivoli che svolsero il ruolo di banco di prova volante e, successivamente, dalla sua meccanica verrà sviluppato il Bristol Taurus, motore a doppia stella da 14 cilindri.

## Storia

### Sviluppo
L'Aquila venne sviluppato contemporaneamente al più grande Perseus. Entrambi questi motori utilizzavano il sistema di distribuzione con valvole a fodero. La differenza principale era data dai diversi valori di alesaggio e corsa dei due motori e quindi della cilindrata. Nell'Aquila l'alesaggio e la corsa erano di 127 x 137 mm e la cilindrata era di 15,9 litri.
Il primo modello dell'Aquila forniva 365 hp (270 kW), un valore non esaltante anche per motori di questa cilindrata. Con gli sviluppi ulteriori arrivò a fornire nel 1936 una potenza di 500 hp (370 kW). Era quindi diventato un possibile successore dell'anziano Bristol Jupiter, che nelle versioni finali di produzione erogava 590 hp (440 kW). In quell'epoca però l'interesse generale era rivolto verso lo sviluppo e l'impiego di motori più grandi e potenti per cui con questo motore non venne mai equipaggiato un velivolo prodotto in serie.

## Velivoli utilizzatori
Note:
- Bristol Bulldog
- Bristol Bullpup
- Bristol Type 143
- Vickers Venom